# Uwe Nerger
Uwe Willi Nerger (* 25. Mai 1959 in Hambühren) ist ein Brigadegeneral außer Dienst des Heeres der Bundeswehr. Er war in letzter Verwendung bis 24. September 2024 der Kommandeur des Landeskommando Mecklenburg-Vorpommern.

## Militärische Laufbahn
Beförderungen
- 1983 Leutnant
- 1986 Oberleutnant
- 1989 Hauptmann
- 1994 Major
- 1997 Oberstleutnant
- 2004 Oberst
- 2013 Brigadegeneral

### Ausbildung und erste Verwendungen
Nerger ist 1980 in die Bundeswehr beim Panzerbataillon 213 in Augustdorf eingetreten. Im Panzeraufklärungslehrbataillon 11 und an der Panzertruppenschule wurde er bis 1981 zum Offizier ausgebildet. Von 1981 bis 1984 studierte er Pädagogik an der Helmut-Schmidt-Universität/Universität der Bundeswehr Hamburg (Studienabschluss: Diplom-Pädagoge). Nach dem Studium und den Offizierslehrgängen kehrte Nerger zurück zur Truppe und wurde Zugführer, Brigadespähzugführer und Fernmeldeoffizier im Panzeraufklärungsbataillon 1 in Braunschweig. 1988 wechselte er als Kompaniechef zurück in das Panzeraufklärungslehrbataillon 11 in Munster. Mit der Wiedervereinigung wechselte er in das Panzeraufklärungsbataillon 80 nach Beelitz.

### Generalstabsausbildung und Dienst als Stabsoffizier
Nerger absolvierte von 1993 bis 1995 den 36. Generalstabslehrgang Heer an der Führungsakademie der Bundeswehr in Hamburg, wo er zum Offizier im Generalstabsdienst ausgebildet wurde. Es folgten Verwendungen als Generalstabsoffizier im Heeresführungskommando in Koblenz sowie in der Panzerlehrbrigade 9 in Munster. Im Juli 1999 übernahm Nerger das Kommando über das Panzeraufklärungsbataillon 12 in Ebern von Oberstleutnant Andreas Berg. In seiner Zeit als Bataillonskommandeur führte das Bataillon die Umschulung von Panzerbesatzungen des Panzerbataillon 304 aus Heidenheim zu Spähpanzer-Besatzungen für SFOR- und KFOR-Einsätze durch. Von Mai bis Dezember 2000 waren Soldaten des Bataillons in beiden Einsätzen. Am 1. April 2001 gab Nerger die Führung über den Verband an seinen Nachfolger ab.
Es folgten Verwendungen im Bundesministerium der Verteidigung in Berlin, in der 1. Panzerdivision in Hannover und im Personalamt der Bundeswehr in Köln. 2004 löste Oberst i. G. Nerger als Abteilungsleiter Jürgen Weigt im Heeresamt in Köln ab. Von 2005 bis 2008 war Nerger Chef des Stabes der 14. Panzergrenadierdivision „Hanse“ in Neubrandenburg. Es folgten bis 2013 drei Verwendungen als Referatsleiter im Bundesministerium für Verteidigung in Bonn und Berlin. Darüber hinaus war Nerger von 2010 bis 2011 stellvertretender Beauftragter der Bundesregierung im Verteidigungsausschuss als 1. Untersuchungsausschuss zur Aufklärung des unter Mitwirkung von Angehörigen der Bundeswehr im September 2009 erfolgten Luftangriffs bei Kundus in Afghanistan eingesetzt.

### Generalsverwendungen
2013 wechselte Nerger als Abteilungsleiter in das Kommando Heer zunächst nach Koblenz, dann mit der Verlegung nach Strausberg. Auf dem Dienstposten als Verantwortlicher für Personal, Ausbildung und Organisation verblieb er im Rang eines Brigadegenerals bis 2022. Anfang 2015 übernahm er zusätzlich die Aufgabe als Standortältester am Bundeswehrstandort Strausberg. Im Oktober 2022 hat Nerger in Schwerin, als Nachfolger von Brigadegeneral Markus Kurczyk, das Kommando über das Landeskommando Mecklenburg-Vorpommern übernommen. Dieses übergab er am 24. September 2024 an Flottillenadmiral Ulrich Reineke und trat im Oktober 2024 in Ruhestand.

## Einsätze
- Juni 1998 bis Dezember 1998: Stabsoffizier für Operationsführung im Hauptquartier der multilateralen Friedenstruppe für die UN-Friedensmission Stabilisation Force (SFOR) in Sarajewo, Bosnien und Herzegowina
- September 2007 bis Februar 2008: Chef des Stabes Joint Monitoring Coordination Office UNMIS in Juba, Sudan

## Auszeichnungen
- Ehrenkreuz der Bundeswehr in Silber (1996)
- Ehrenkreuz der Bundeswehr in Gold (2003)
- Oderflutmedaille (1997)
- Hochwasser-Medaille (2002)
- Einsatzmedaille Bronze (SFOR) (1998)
- NATO SFOR Medal (1998)
- Einsatzmedaille Bronze (UNMIS) (2008)
- UN UNMIS Medal (2008)
- Meritorious Service Medal (US) (1998)

## Privates
Nerger ist evangelisch und verheiratet.